# Tamburini (Orgelbauer)
Pontificia Fabbrica d’organi Comm. Giovanni Tamburini war eine der bekanntesten italienischen Orgelbauer. Das Unternehmen wurde 1893 von Giovanni Tamburini gegründet und 1996 aufgelöst.

## Geschichte
Die Familie Tamburini baute einige der größten und wichtigsten Orgeln in Italien. Ihr Meisterwerk ist die Orgel in der Kathedrale von Messina (1948) mit fünf Manualen. Sie baute auch die Orgel im Mailänder Dom (1937–1938) mit ebenfalls fünf Manualen, die im Auftrag von Benito Mussolini gemeinsam mit dem Orgelbauer Mascioni aus Cuvio in der Amtszeit von Domkapellmeister Marziano Perosi installiert wurde.
Nach dem Tod des Gründers Giovanni Tamburini wurde das Unternehmen von seiner Tochter Cecilia und seinem Schwiegersohn Umberto Anselmi geleitet. Danach leitete es deren 2001 verstorbener Sohn Franco Anselmi Tamburin.
Nach dem Bankrott des Unternehmens 1996 wird die Tradition des Orgelbaus von zwei Urenkeln weitergeführt:
- Pontificia Fabbrica d’organi Comm. Giovanni Tamburini von Saverio Anselmi Tamburini, Sohn von Franco. Unternehmenssitz in Crema (CR)
- Claudio Anselmi Tamburini. Unternehmenssitz in Asciano (SI)

## Werkliste
| Opus | Jahr | Lage                                  | Kirche                                                | Manuale | Register | Bild          |
| ---- | ---- | ------------------------------------- | ----------------------------------------------------- | ------- | -------- | ------------- |
| 9    | 1898 | Santa Cristina in Quinto di Treviso   | Santa Cristina                                        | II/P    | 22       |               |
| 21   | 1903 | Vigonovo di Fontanafredda (Pordenone) | Santa Maria Assunta                                   | II/P    | 29       |               |
| 16   | 1905 | Piacenza                              | Duomo di Piacenza                                     | II/P    | 30       |               |
|      | 1906 | Montodine                             | Santa Maria Maddalena                                 | II/P    | 19       |               |
| 43   | 1911 | Mailand                               | Sant’Alessandro in Zebedia                            | II/P    | 45       |               |
| 51   | 19   | Treviso                               | Sant’Agnese                                           | II/P    | 11       |               |
| 59   | 1913 | Mogliano Veneto                       | Santa Maria Assunta                                   | II/P    | 26       |               |
| 65   | 1914 | Pisa                                  | Santo Stefano dei Cavalieri                           | III/P   | 80       |               |
| 66   | 1915 | Treviso                               | Duomo di Treviso                                      | III/P   | 72       |               |
| 92   | 1925 | La Spezia                             | Santuario di Nostra Signora della Salute              | II/P    | 22       |               |
| 119  | 1928 | Rom                                   | Santi Ambrogio e Carlo                                | III/P   | 39       |               |
|      | 1929 | Genazzano (Rom)                       | Santuario Madre del Buon Consiglio                    | II/P    | 29       |               |
| 134  | 1931 | Florenz                               | Santa Croce                                           | IV/P    | 96       |               |
| 142  | 1932 | Spoleto                               | Duomo di Spoleto                                      | II/P    | 26       |               |
| 148  | 1933 | Lima – Peru                           | Basilica di Maria Ausiliatrice                        | II/P    | 34       |               |
| 154  | 1934 | Rom                                   | Sant’ Eusebio                                         | II/P    | 28       |               |
| 191  | 1938 | Mailand                               | Mailänder Dom                                         | V/P     | 169      |               |
| 217  | 1941 | Mailand                               | Mailänder Dom                                         | II/P    | 16       |               |
| 227  | 1941 | Turin                                 | Maria-Hilf-Basilika                                   | III/P   | 67       |               |
| 241  | 1942 | Sansepolcro                           | Duomo di Sansepolcro                                  | II/P    | 28       |               |
| 246  | 1942 | Rom                                   | Santa Prassede                                        | II/P    | 26       |               |
| 268  | 1948 | Messina                               | Kathedrale von Messina                                | V/P     | 118      |               |
| 291  | 1950 | Neapel                                | Basilica di San Pietro ad Aram                        | II/P    | 29       |               |
| 300  | 1951 | Chiusi della Verna                    | Santuario della Verna                                 | IV/P    | 91       |               |
| 337  | 1953 | Livorno                               | Santi Pietro e Paolo                                  | II/P    | 10       |               |
| 328  | 1954 | Messina                               | Chiesa del Carmine                                    | II/P    | 20       |               |
| 334  | 1954 | Salerno                               | Kathedrale von Salerno                                | III/P   | 53       |               |
| 372  | 1957 | Mailand                               | Sant’Angelo                                           | IV/P    | 76       |               |
| 394  | 1959 | Rom                                   | Basilica di San Giovanni Bosco                        | III/P   | 70       |               |
| 406  | 1959 | Monza                                 | Santa Maria delle Grazie                              | II/P    | 20       |               |
| ?    | 1960 | Cava de’ Tirreni                      | Santuario francescano di San Francesco e Sant’Antonio | III/P   | 70       | senza cornice |
| 447  | 1962 | Rom                                   | Santa Maria Portae Paradisi                           | II/P    | 18       |               |
| 463  | 1962 | Rom                                   | Petersdom                                             | IV/P    | 76       |               |
| 465  | 1963 | Arezzo                                | Santa Maria della Pieve                               | III/P   | 53       |               |
| 497  | 1964 | Montebelluna                          | Duomo di Montebelluna                                 | III/P   | 34       |               |
| 499  | 1964 | Neapel                                | Basilica dell’Incoronata Madre del Buon Consiglio     | III/P   | 45       |               |
| 520  | 1966 | Siena                                 | Dom von Siena                                         | IV/P    | 72       |               |
| ?    | 1966 | Sora                                  | Duomo                                                 | II/P    | 16       |               |
| 531  | 1966 | Collevalenza                          | Santuario dell’Amore Misericordioso                   | III/P   | 55       |               |
| 533  | 1966 | Barcellona Pozzo di Gotto             | Basilica minore di San Sebastiano                     | III/P   | 41       |               |
| 544  | 1968 | Bologna                               | Basilica di Santa Maria dei Servi                     | III/P   | 60       |               |
| 579  | 1969 | Jerusalem                             | Grabeskirche                                          | II/P    | 28       |               |
| 637  | 1970 | Maerne                                | San Pietro                                            | II/P    | 32       |               |
| 595  | 1971 | Mailand                               | Mailänder Dom                                         | II/P    | 17       |               |
| 638  | 1972 | Venedig                               | Markusdom                                             | II/P    | 34       |               |
| 645  | 1972 | Brescia                               | Santa Maria della Pace                                | III/P   | 64       |               |
| 649  | 1972 | Sassari                               | Basilica del Sacro Cuore                              | III/P   | 39       |               |
| 345  | 1975 | Avezzano                              | Cattedrale di Avezzano                                | II/P    | 28       |               |
| 879  | 1990 | Cappella di Scorzè                    | San Giovanni Battista                                 | II/P    | 18       |               |

### Weitere Orgeln
- Basilica-Santuario di Sant’Antonio di Padova ad Afragola (1928–1929)
- Duomo di Sant’Angelo in Vado a Sant’Angelo in Vado (1933)
- Liceo Musicale „Giuseppe Verdi“ di Turin (1933)
- Santa Croce in Gerusalemme Rom (1950)
- Auditorium Pio XII di Rom (1951)
- Auditorium Rai di Torino (1953)
- Scuola Nazionale di Musica di Rio de Janeiro (1954)
- Collegio Santa Rosa a Niterói (Brasilien) (1956)
- Auditorium Nazionale di Mexiko-Stadt (1959)
- Auditorium Rai di Napoli (1963)
- Duomo di Cava de’ Tirreni (1964)
- Conservatorio Santa Cecilia, Rom (1966)
- Teatro Comunale di São Paulo (Brasilien) (1968)
- Conservatorio Giovanni Battista Martini, Bologna (1971)
- Chiesa del Cuore Immacolato della Vergine Maria di Albano Laziale (1973)
- Conservatorio Statale di Musica di Piacenza (1975)

### Restaurierungen
Das Unternehmen restaurierte auch historische Orgeln wie zum Beispiel die historische Orgel in der Basilika San Petronio in Bologna von Lorenzo da Prato und Baldassarre Malamini, im Tempio Civico della Beata Vergine Incoronata in Lodi von Giacomo da Prato, Cappella Ducale di San Liborio a Colorno von Serassi, Superga in Turin von Concone und in der Basilica di Sant’Alessandro in Colonna in Bergamo.

## Stammbaum der Familie Tamburini
- Giovanni (1857–1942, Firmengründer)
- Cecilia (1894–1964)
  - Franco Anselmi-Tamburini (1920–2001)
    - Cecilia (* 1953)
    - Saverio (* 1958)
      - Gaia (* 1996)
      - Giovanni (* 1999)

  - Luciano Anselmi-Tamburini (1921–1999)
    - Claudio (* 1949)
      - Marcello (* 1975)
        - Cecilia (* 2001)
        - Matteo (* 2002)
        - Tommaso (* 2004)
        - Maria (* 2008)
        - Caterina (* 2009)
        - Stefano (* 2012)
        - Rebecca (* 2015)

    - Umberto (1958)
- Maria (1895-?)
- Lucia (1903–1971)